# اعتراف به گناه (فیلم ۲۰۰۴)
اعتراف به گناه (به انگلیسی: The Confessor) یا چوپان خوب (به انگلیسی: The Good Shepherd) فیلمی محصول سال ۲۰۰۴ و به کارگردانی لوین وب است. در این فیلم بازیگرانی همچون کریستین اسلیتر، مالی پارکر، استیون ری، گوردون پینسنت و دانیل کش ایفای نقش کرده‌اند.